# Bright Black Heaven
Bright Black Heaven é o segundo álbum de estúdio do grupo estadunidense Blaqk Audio. Foi lançado em 11 de setembro de 2012 através da Superball Music.

## Lista de faixas
| N.º | Título                      | Duração |  |
| 1.  | "Cold War"                  | 2:30    |  |
| 2.  | "Fade to White"             | 3:30    |  |
| 3.  | "Faith Healer"              | 4:45    |  |
| 4.  | "Deconstructing Gods"       | 4:45    |  |
| 5.  | "Everybody’s Friends"       | 3:56    |  |
| 6.  | "Let’s Be Honest"           | 4:20    |  |
| 7.  | "With Your Arms Around You" | 4:27    |  |
| 8.  | "Bliss"                     | 4:09    |  |
| 9.  | "Bon Voyeurs"               | 3:59    |  |
| 10. | "The Witness"               | 3:18    |  |
| 11. | "Say Red"                   | 3:53    |  |
| 12. | "Ill-Lit Ships"             | 4:49    |  |

## Desempenho nas tabelas musicais

### Posições
| Tabela musical (2012)                    | Melhor posição |
| ---------------------------------------- | -------------- |
| Estados Unidos - Billboard 200           | 43             |
| Estados Unidos - Dance/Electronic Albums | 1              |